# Győr
Pour l'ancien comitat du royaume de Hongrie, voir Comitat de Győr.
Pour les articles homonymes, voir Raab (homonymie).
Győr (prononciation : [ ɟøːɾ]  ; allemand : Raab ; slovaque : Ráb ; en français désuet Javarin, avec le gentilé Javarinais) est la principale ville du Nord-Ouest de la Hongrie, siège du comitat de Győr-Moson-Sopron.
Arrosée par le Danube, elle est située sur l'une des principales routes d'Europe centrale, à mi-distance entre Budapest et Vienne. Elle est la sixième ville de Hongrie par le nombre d'habitants et fait partie des cinq centres régionaux majeurs du pays.
Sa population est de 132 034 habitants.

## Histoire

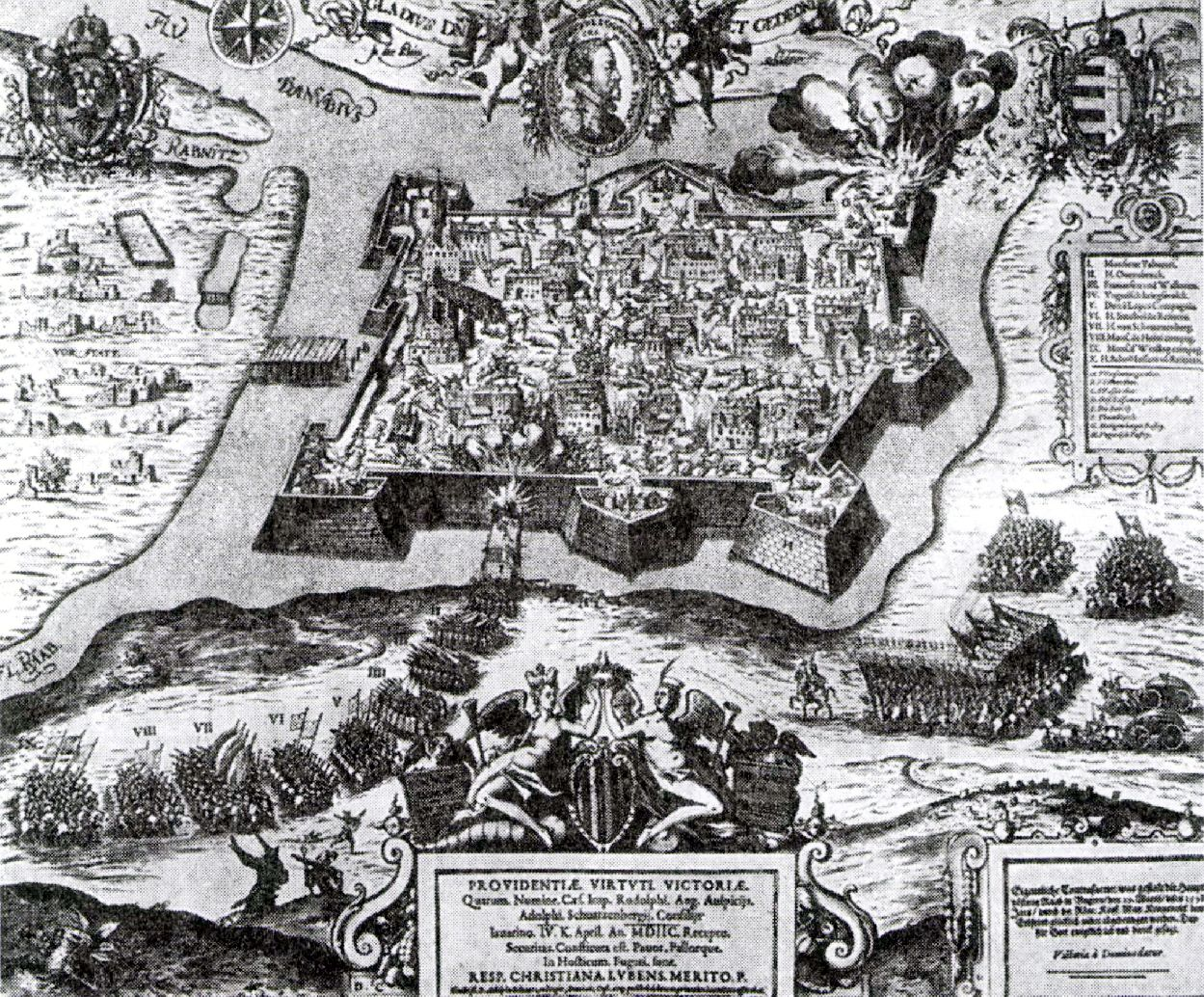
Siège de Győr pendant la Longue Guerre turque, gravure de Dominicus Custos, v. 1598

Nommée Arrabona dans l'Antiquité, et Javarinum en latin moderne, Győr fut un poste militaire dès le temps de l'empire romain.
Alors que les Ottomans occupent la majeure partie de l'Europe centrale, la région au nord du lac Balaton reste dans la partie du royaume de Hongrie rattachée à la monarchie de Habsbourg. Prise par les Turcs en 1591, la ville fut reprise par les Impériaux en 1598. 

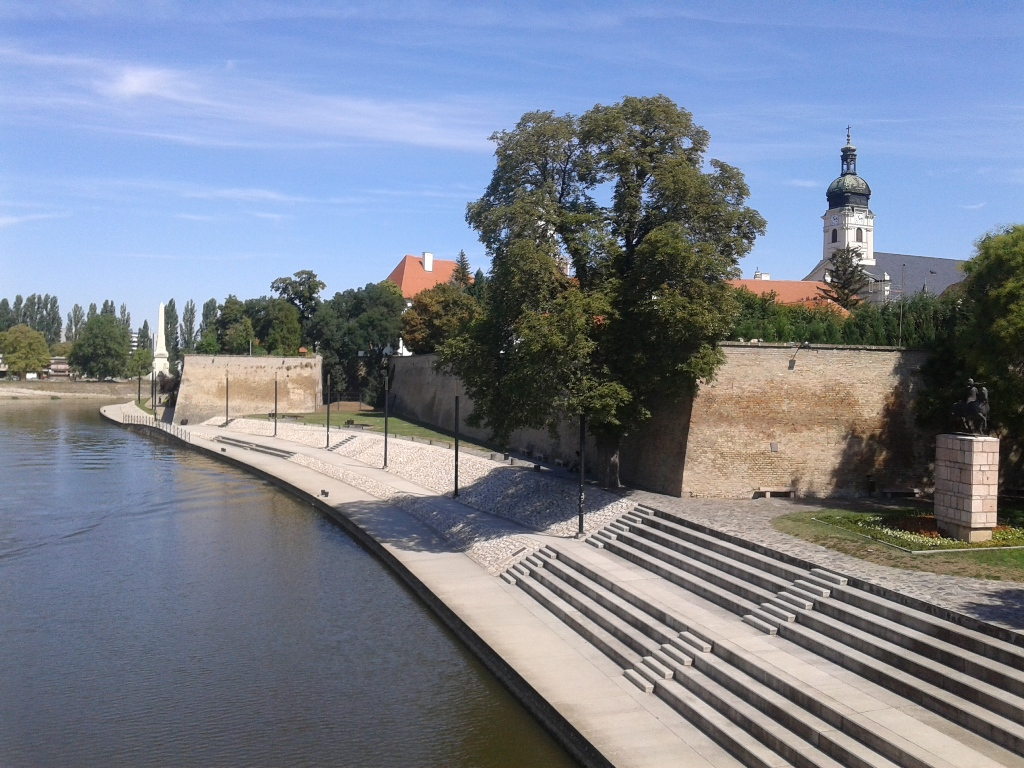
Győr, les remparts et le Rába

En 1809, le prince Eugène de Beauharnais y battit l'archiduc Jean-Baptiste d'Autriche lors de la bataille de Raab.
Jusqu'en 1918, la ville (nommée RAAB avant 1867, puis bilingue GYŐR - RAAB) fait partie de la monarchie autrichienne (empire d'Autriche), dans la province de Hongrie en 1850 ; après le compromis de 1867, elle fait partie de la région de Transleithanie, appartenant au royaume de Hongrie.

## Économie
Győr est le siège d'Audi Hungaria (de), filiale du groupe automobile allemand Volkswagen. En 2015, elle produit 160 206 véhicules et 2 022 520 moteurs.

## Population
| 1870   | 1880   | 1890   | 1900   | 1910   | 1920   |
| ------ | ------ | ------ | ------ | ------ | ------ |
| 32 456 | 34 178 | 37 151 | 45 328 | 53 356 | 60 028 |

| 1930   | 1941   | 1949   | 1960    | 1970    | 1980    |
| ------ | ------ | ------ | ------- | ------- | ------- |
| 70 715 | 69 583 | 84 290 | 100 108 | 102 600 | 124 130 |

| 1990    | 2001    | 2011    | 2022    | 2024    | - |
| ------- | ------- | ------- | ------- | ------- | - |
| 129 331 | 129 412 | 129 527 | 127 599 | 130 191 | - |

## Transports

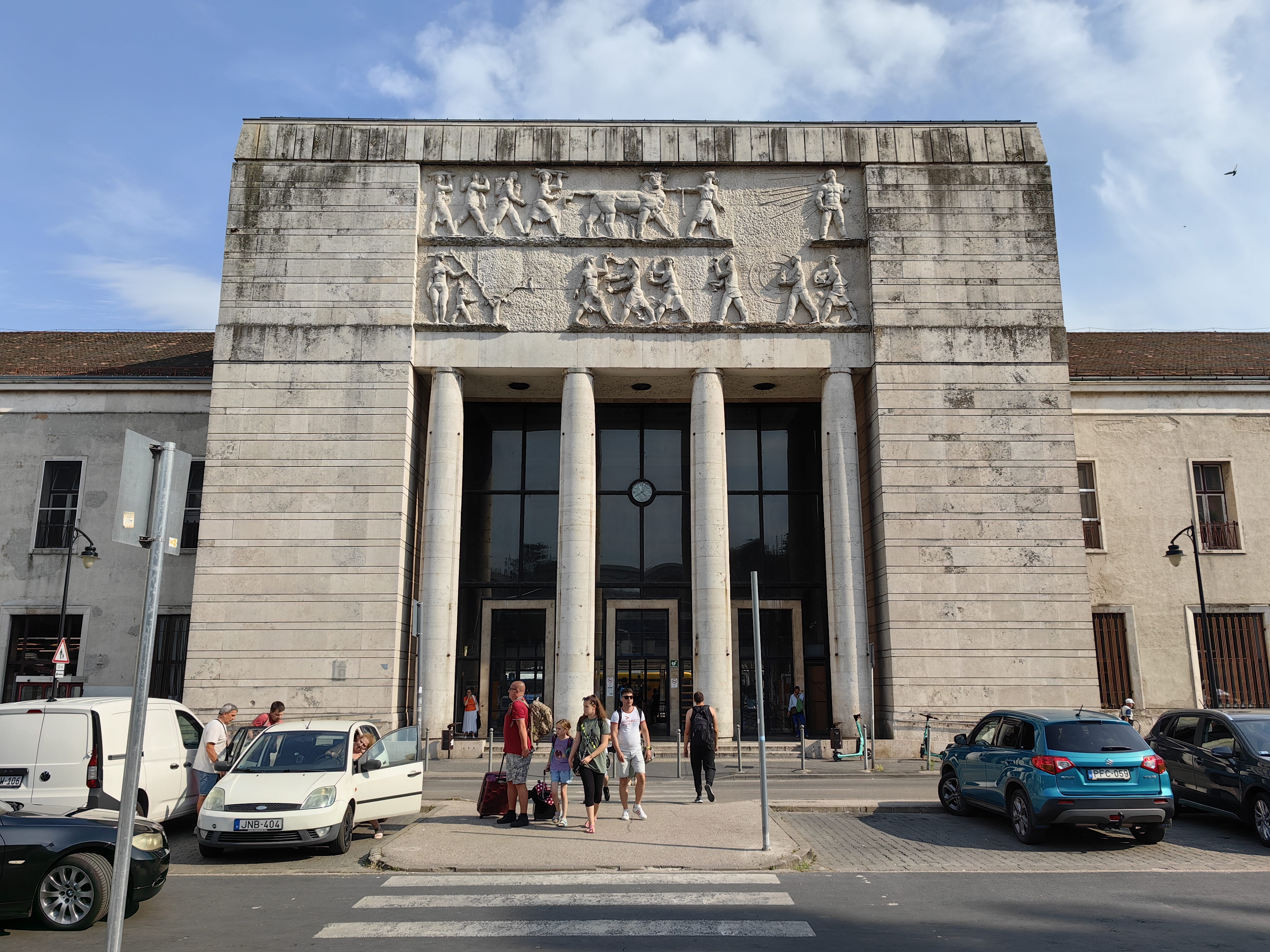
Gare de Győr.

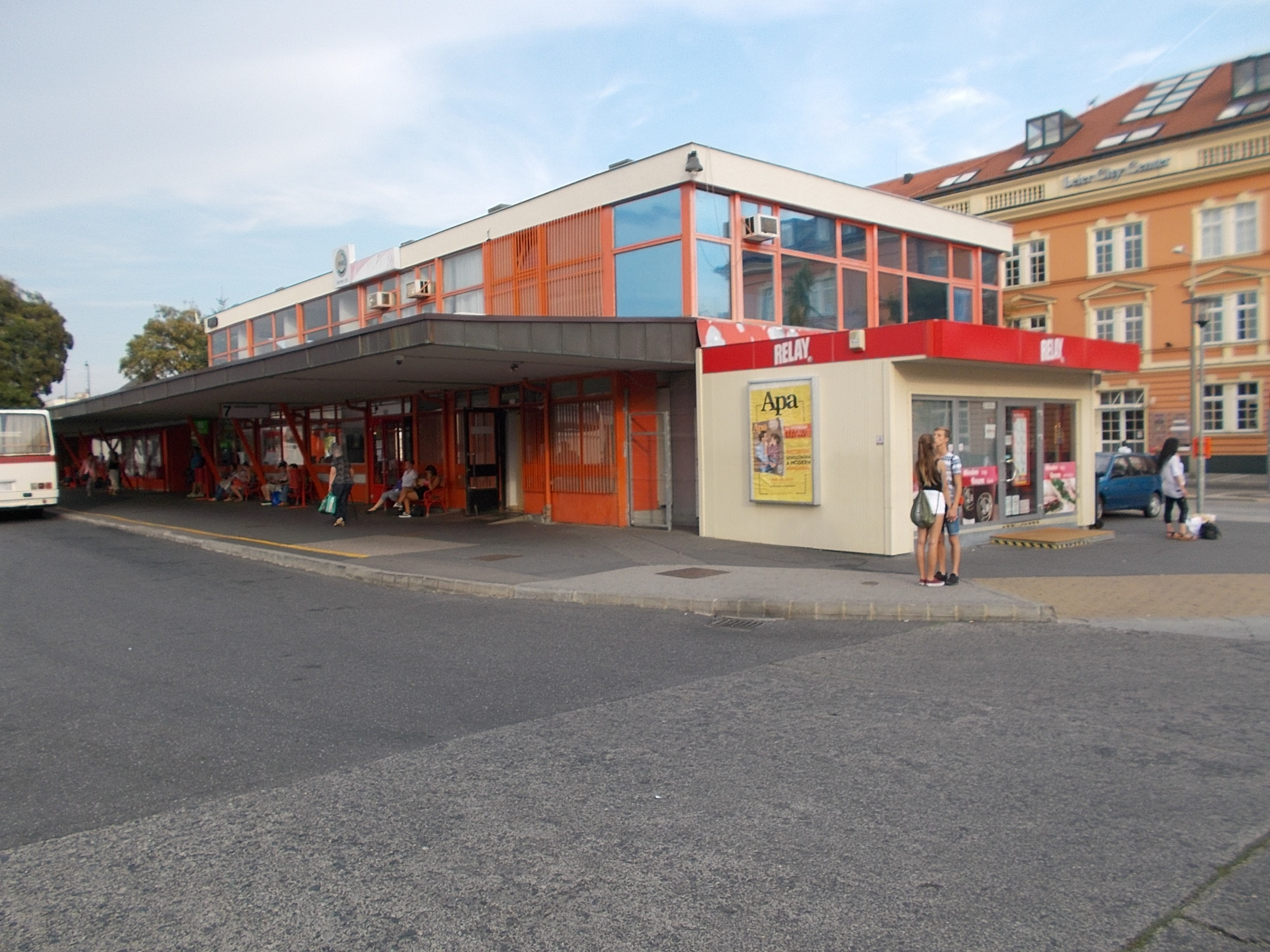
Gare routière de Győr.

Par sa position géographique, Győr est une plaque tournante nationale du trafic ferroviaire et routier. 

### Transport ferroviaire
La gare de Győr dispose d'importantes liaisons ferroviaires grâce à la ligne ferroviaires de l'Est (de) et la ligne de Budapest à Rajka par Hegyeshalom (Vienne-Budapest) exploitées par Railjet.
La ligne de Győr à Sopron appartient à la compagnie ferroviaire Győr-Sopron-Ebenfurti Vasút (GYSEV).
La ligne de Győr à Celldömölk et la Ligne de Győr à Veszprém sont gérées par MÁV.

### Axes routiers
Plusieurs axes routiers principaux  (M1, M19, 1, 14, 81, 82, 83, 85) se croisent à Győr.

### Transport aérien
Situé à 15 kilomètres en direction de Székesfehérvár, l'aéroport de Győr-Pér est accessible par la route principale 81.

### Transport fluvial
Sur la section de 1 734 km du Danube se trouve le port de Győr-Gönyű (hu) avec son terminal entièrement équipé d'une superficie de 25 hectares.

## Tourisme
- Musée d'Archéologie romaine.
- Monuments du XIIe siècle à l'époque baroque.
- Jardin zoologique János-Xántus (hu).

## Sport
La ville a accueilli par trois fois les Championnats du monde de marathon en canoë-kayak en 1999, 2007 et 2015, et hébergera les Championnats d'Europe d'Ultimate en juillet 2019.
La ville abrite l'un des meilleurs clubs de handball féminin du monde, le Győri ETO KC. À noter aussi la section masculine du club qui évolue dans en Nemzeti Bajnokság I, et le club de basket-ball féminin de Seat-Szese Győr.

## Éducation
La ville compte une école militaire secondaire, ou lycée militaire.

## Personnages célèbres
- János Bán (4 octobre 1955-), acteur hongrois.
- Erzsébet Kocsis (11 mars 1965-), ancienne handballeuse hongroise.
- Kinga Czigány (1972-), kayakiste, championne olympique en 1992.

## Jumelage
La ville de Győr est jumelée avec :
| Ville | Ville           | Pays | Pays      | Période                     |
| ----- | --------------- | ---- | --------- | --------------------------- |
|       | Brașov,         |      | Roumanie  | depuis 1993                 |
|       | Briansk         |      | Russie    |                             |
|       | Colmar          |      | France    | depuis 1993                 |
|       | Erfurt,         |      | Allemagne | depuis le 30 septembre 1971 |
|       | Ilava           |      | Slovaquie |                             |
|       | Ingolstadt,     |      | Allemagne | depuis le 8 novembre 2008   |
|       | Kuopio,         |      | Finlande  | depuis 1978                 |
|       | Montevideo      |      | Uruguay   |                             |
|       | Nazareth Illit  |      | Israël    | depuis 1993                 |
|       | Nijni Novgorod, |      | Russie    | depuis le 27 novembre 2013  |
|       | Poznań,         |      | Pologne   | depuis le 23 janvier 2008   |
|       | Sindelfingen,   |      | Allemagne | depuis le 26 mai 1989       |
|       | Wuhan           |      | Chine     | depuis 1994                 |

## Climat
| Mois                                  | jan.       | fév.      | mars       | avril     | mai       | juin      | jui.      | août      | sep.      | oct.      | nov.       | déc.       | année      |
| ------------------------------------- | ---------- | --------- | ---------- | --------- | --------- | --------- | --------- | --------- | --------- | --------- | ---------- | ---------- | ---------- |
| Température minimale moyenne (°C)     | −2,4       | −1,3      | 1,9        | 6         | 10,4      | 14,1      | 15,7      | 15,3      | 11,2      | 6,7       | 3,1        | −1         | 6,7        |
| Température moyenne (°C)              | 0,3        | 2,2       | 6,4        | 11,7      | 16,3      | 19,9      | 21,7      | 21,4      | 16,6      | 11,3      | 6,1        | 1,4        | 11,3       |
| Température maximale moyenne (°C)     | 3,2        | 5,9       | 11         | 17,5      | 22,1      | 25,7      | 27,8      | 27,6      | 22        | 16,1      | 9,4        | 3,9        | 16         |
| Record de froid (°C) date du record   | −23,4 1985 | −22 1987  | −15,8 1987 | −6 1997   | −1,4 2007 | 3,7 1997  | 6,1 1984  | 4,7 1984  | 0,5 2018  | −9,4 1997 | −14,6 1988 | −22,1 1996 | −23,4 1985 |
| Record de chaleur (°C) date du record | 17,5 2015  | 20,8 2021 | 24,1 1989  | 31,2 2012 | 33,1 2005 | 36,8 2021 | 39,6 2007 | 40,6 2013 | 33,7 2019 | 28,1 2019 | 23,3 2002  | 19,4 1989  | 40,6 2013  |
| Ensoleillement (h)                    | 69,1       | 96,2      | 152,9      | 188,2     | 249,4     | 272,9     | 266,2     | 248,5     | 159,6     | 137,7     | 67,4       | 57,6       | 1 965,7    |
| Précipitations (mm)                   | 35,3       | 28,6      | 42,3       | 41,2      | 67,5      | 72,6      | 76,8      | 64,8      | 85        | 61,3      | 53,1       | 40,2       | 668,8      |
| Nombre de jours avec précipitations   | 7,3        | 7,1       | 9,3        | 7,3       | 9,9       | 8,6       | 8,9       | 7,8       | 8,3       | 7,9       | 9,9        | 8,3        | 100,6      |

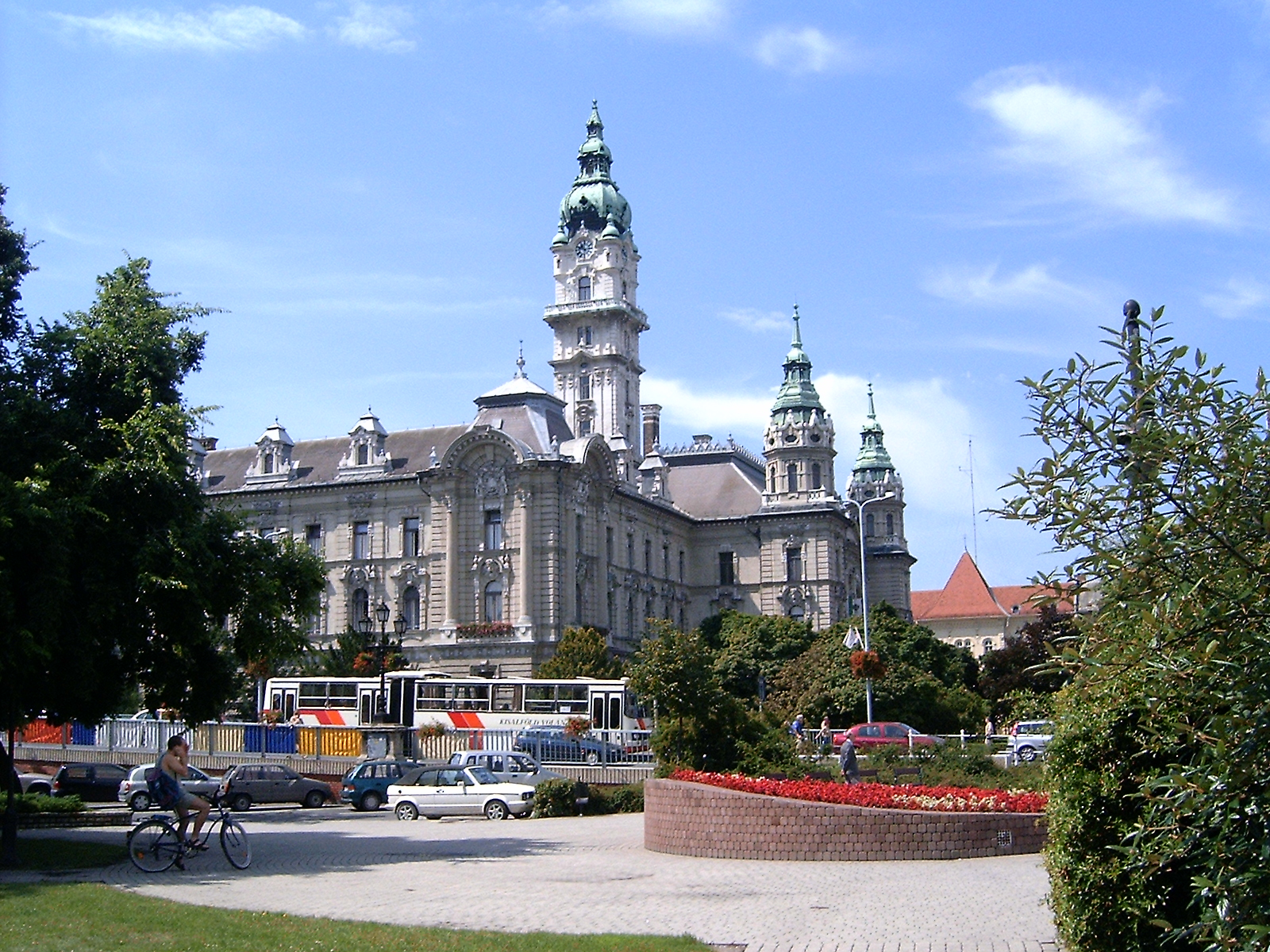
La Mairie.
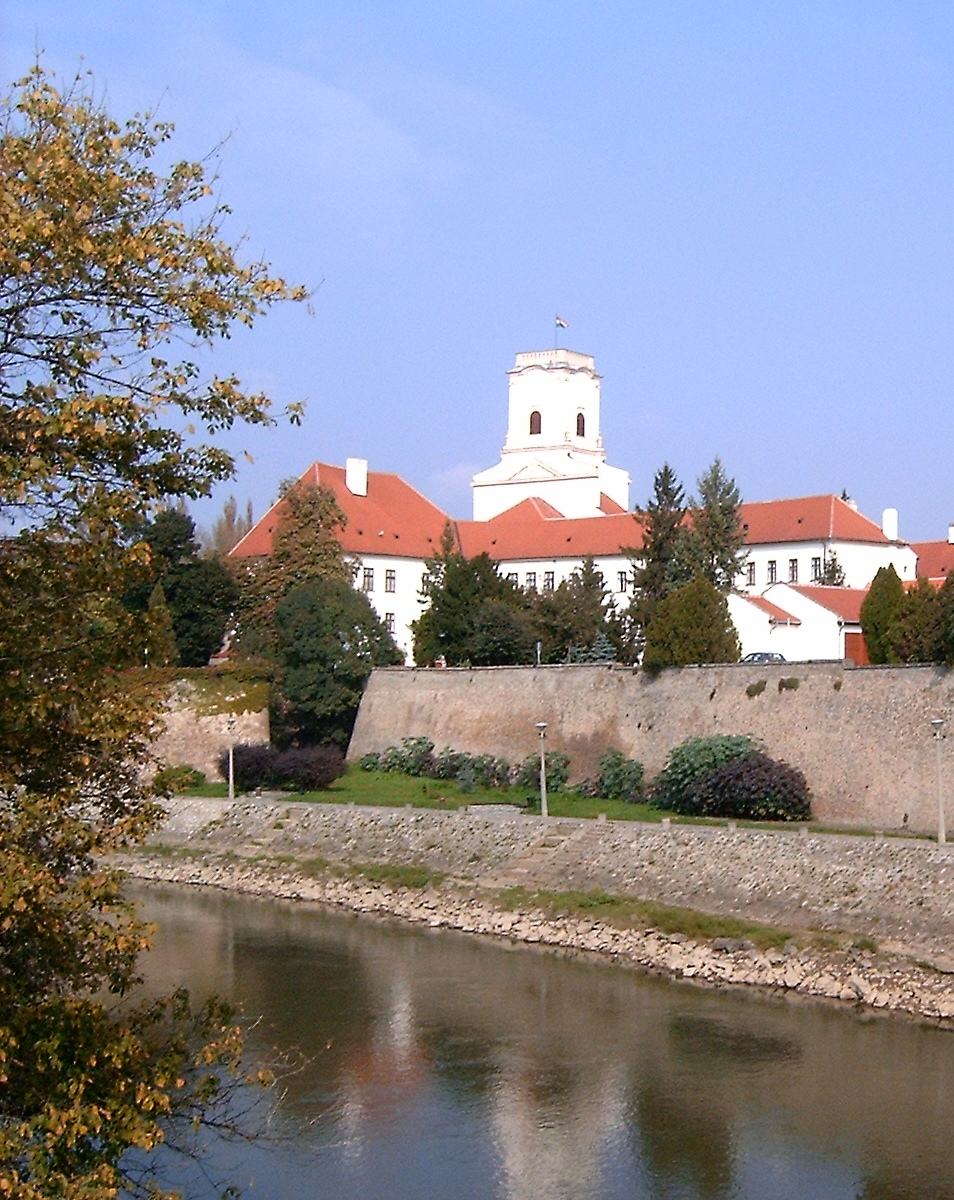
Palais des Archevêques.
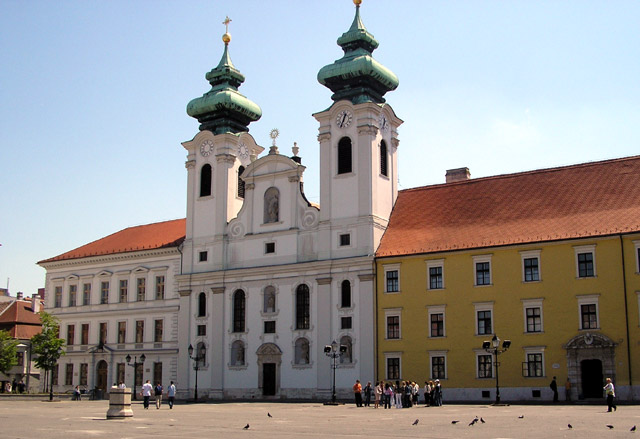
Place Széchenyi.
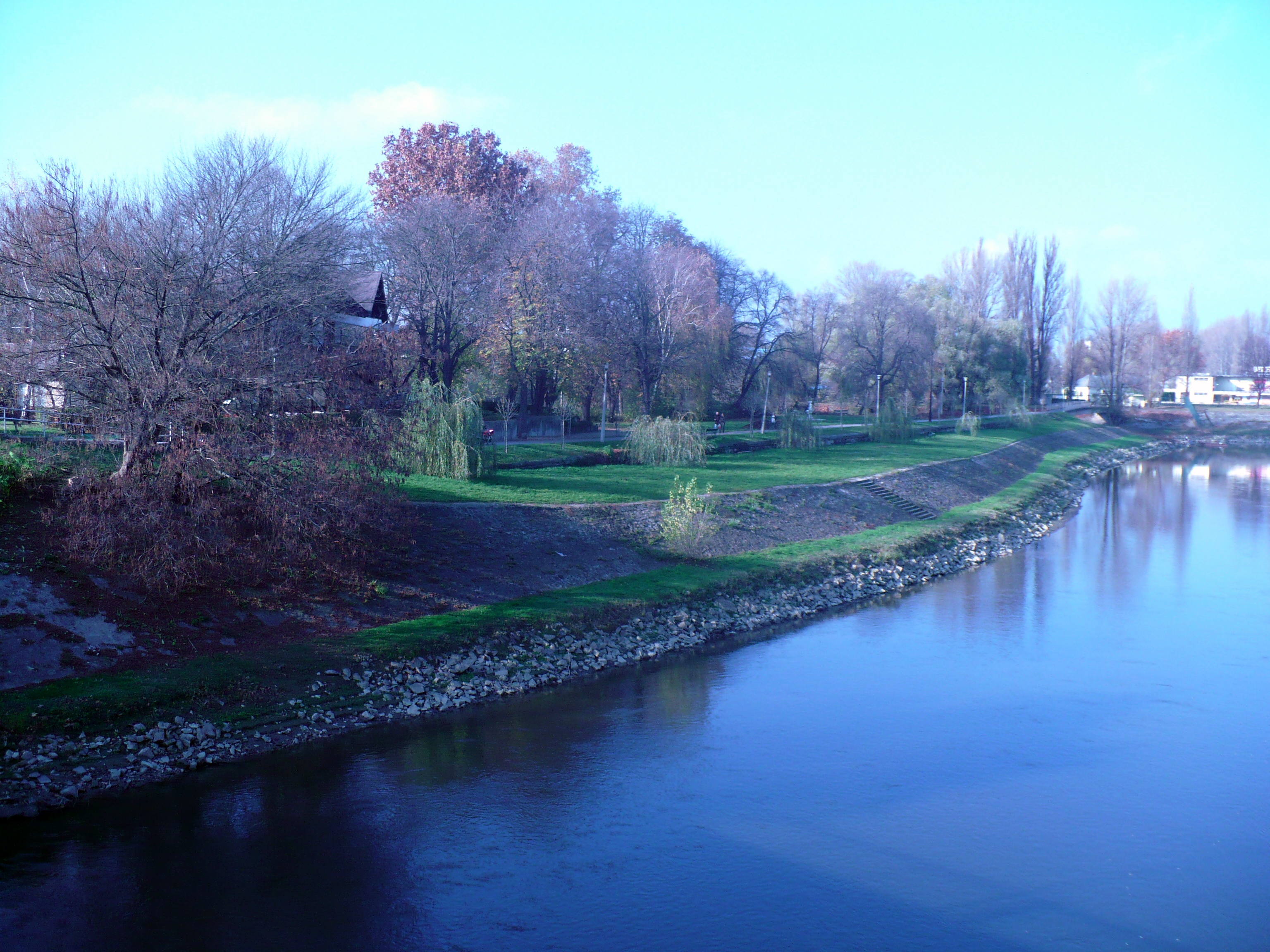
L'île de Radó.
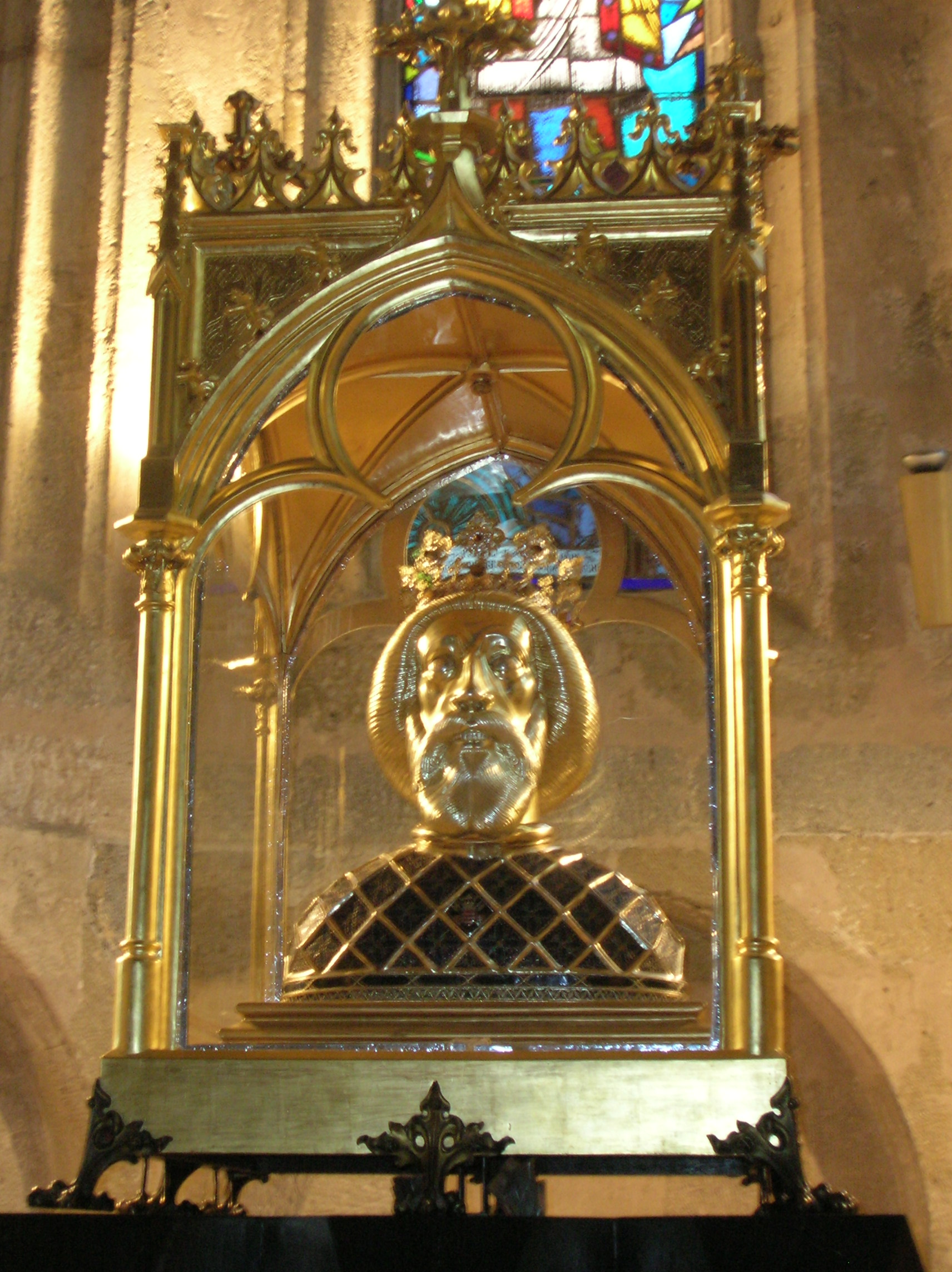
Tête reliquaire (herma « hermès ») en or de Ladislas Ier de Hongrie.
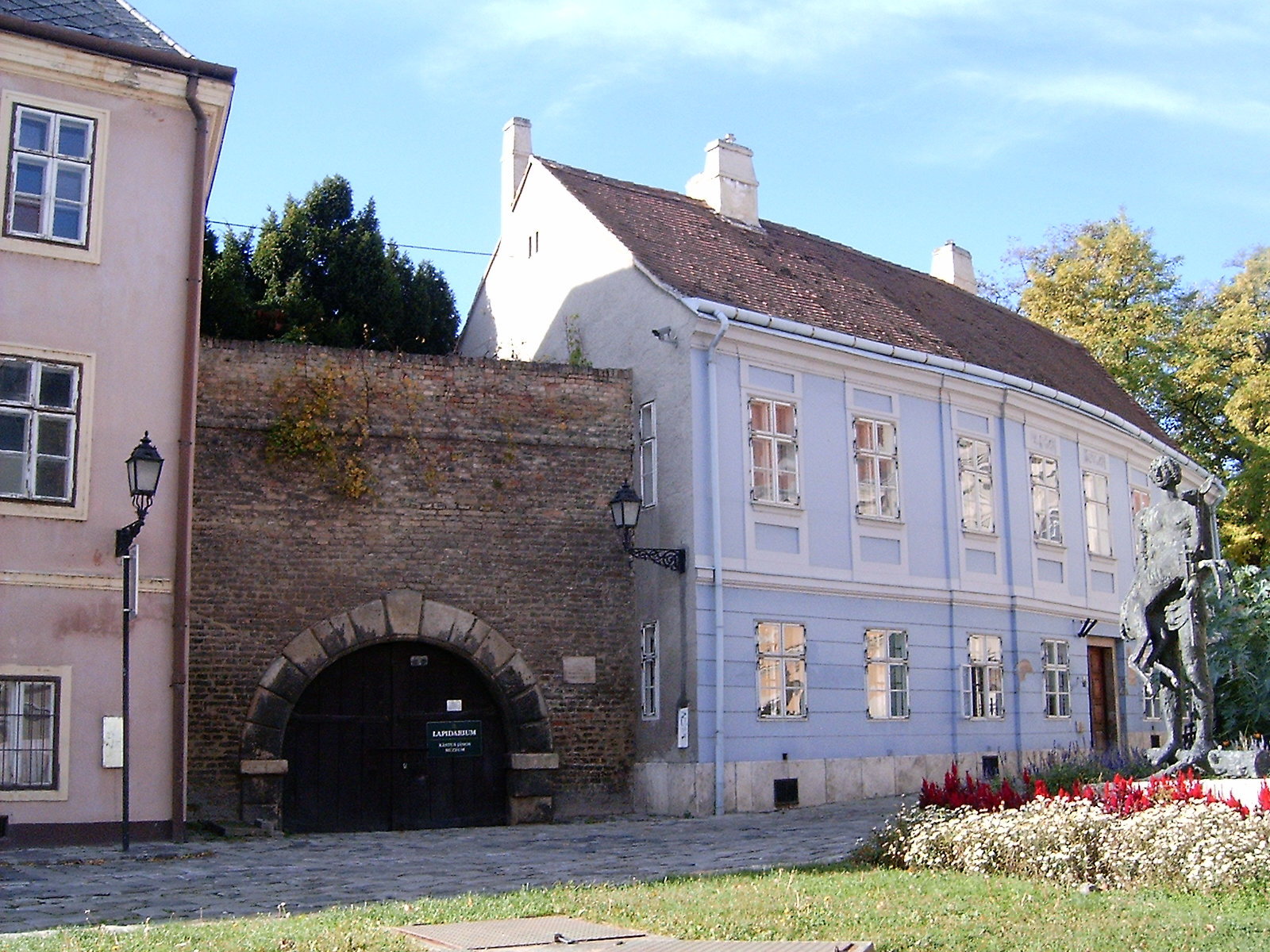
Lapidarium.
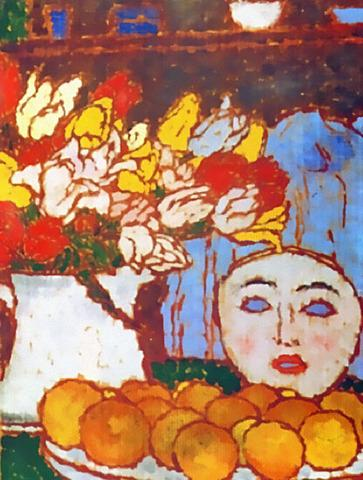
Collection Radnai au musée des Beaux-Arts.